# 愛知スズキ販売
愛知スズキ販売株式会社（あいちスズキはんばい、AICHI SUZUKI Inc.）は、スズキの愛知県内における中核販売会社である。愛知トヨタを祖とする「ATグループ」の傘下企業。愛知トヨタはオートバイ専業時代のスズキの愛知県における販売代理店となっていた経緯があり、これを分離独立させたのが現在の会社である。なお、トヨタ自動車はその後スズキの競合メーカーであるダイハツ工業を傘下に収めたため、現在となっては一種のねじれ現象が生じているが、トヨタ自動車・スズキの両社ともにそれを特に問題視したり是正に動くような対応を取るわけではなく、そのまま現在に至る。

## 沿革
- 1961年（昭和36年）6月13日 - 名古屋市中村区日置通において設立[3]。
- 1962年（昭和37年）12月 - 愛知トヨタ自動車（現ATグループ）と愛豊物産（現トヨタカローラ愛豊）の二輪車部門を吸収統合[3]。
- 1983年（昭和58年） 9月 - 100%子会社となる「スズキカルタス愛知」（2000年2月に「スズキアリーナ愛知」に社名変更）を設立[3]。
- 1986年（昭和61年）11月 - 二輪車部門を新たに設立した「中京スズキ販売」に移管[3]。以降は四輪車のみを扱う[3]。
- 2004年（平成16年）10月 - 子会社であった株式会社スズキアリーナ愛知を吸収合併[3]。
- 2007年（平成19年）4月1日 - 持株会社である株式会社ATグループの発足により同社の傘下となる[3]。